# 警察署長 (1983年のテレビドラマ)
警察署長（けいさつしょちょう、Chiefs)は1983年に放映されたアメリカ合衆国のテレビドラマのミニシリーズ。スチュアート・ウッズの小説『警察署長』を原作としている。1983年の11月にCBSで初放映された。ジェリー・ロンドンが演出し、チャールトン・ヘストン、キース・キャラダイン、スティーヴン・コリンズ、ダニー・グローヴァー、ウェイン・ロジャース、ビリー・ディー・ウィリアムズらが出演した。このシリーズはエミー賞に3本ノミネートされた。

## あらすじ
このミニシリーズは、ジョージア州マンチェスターをおおむねモデルとし、マンチェスターを見下ろすパイン山地の麓の架空の町、デラノを舞台としている。物語は3代に渡るデラノ警察署長 - ウィル・ヘンリー・リー（ウェイン・ロジャース）、ソニー・バッツ（ブラッド・デイヴィス）、タイラー・ワッツ（ビリー・ディー・ウィリアムズ） - が連続殺人事件を捜査する様子を描いている。物語は1924年に物語の断続的な語り手である町の有力者ヒュー・ホームズ（チャールトン・ヘストン）が町に刑務所と常勤の警察が必要なほど発展したと判断するところから始まる。町は、法執行の経験がないが公正な試行と有能な人物として知られる農民のリーを初代署長に任命する。リーの農場は黒人のコール一家を雇っていたが、一家は新しい雇い主となったあまり善良とは言えないクー・クラーックス・クランのメンバーであるホス・スペンスに不安を抱いていた。
就任後まもなく、リー署長は性的な襲撃から逃れようとして渓谷に転落した少年の死亡事件を捜査することになる。また、デラノ方面に向かう若い男性の浮浪者やヒッチハイカーが多数目撃されているにもかかわらず、この地域から立ち去る姿が目撃されていないことも判明する。捜査に当たって、スキーター・ウィリス保安官や近隣警察の署長の協力を得ることができない。それにもかかわらず、一匹狼の”フォクシー”・ファンダーバーグ（キース・キャラダイン）が少年の殺人事件の犯人であることを突き止めるが、ファンダーバーグを逮捕する前に錯乱した男（元の雇い人ジェシー・コール）に誤って撃たれてしまう。瀕死のリーがファンダーバーグの罪を伝えようとしたがリーの妻は理解することができないでいる間、病室の裏にはファンダーバーグがうろついていた。警察署長が自分の息子を殺そうと思いこむほどの熱病による錯乱状態だったにもかかわらず、ジェシー・コールは処刑されてしまう。
今では容疑から開放されたファンダーバーグは、性的動機による殺人をな十年にもわたって繰り返す。第二次世界大戦の直後、暴力的な陸軍帰還兵ソニー・バッツが、戦争の英雄としてデラノ警察署長補佐に任命される。現職署長が心臓発作で亡くなると、市議会はバッツを後任に指名する。町の有力者であるホームズが、バッツが黒人の整備工を殺害するに至った一連の謀略事件を理由にバッジを取り上げるつもりだと告げたその頃、バッツはファンダーバーグの犯罪を突き止める。数十年にわたる謎を解けば自分の職を守れると確信したバッツはファンダーバーグの土地に行き、ファンダーバーグが最新の犠牲者を埋めている現場を押さえる。しかし、バッツが油断してほくそ笑んでいる隙に、ファンダーバーグにシャベルで殴られ、自分の警察用リボルバーで撃たれて白バイとともにその場に埋められてしまう。誰もバッツの失踪と長年の未解決事件の関係には気が付かない。
継続的な捜査と平行してリー署長の息子ビリーの物語も進行する。父親の死の当時は少年だったビリー・リーは、第二次世界大戦から戦争の英雄の将校として帰還する。弁護士となり、時代と土地柄からすると大胆にもリベラルになる。政界に進出し、まずは州の上院議員となって次に副知事となり、全国的な公職への進出の話も持ち上がる。その頃、叙勲された退役軍人で経験豊富な犯罪捜査官でもあるタイラー・ワッツは、空席となっている警察署長の職に応募するという、1962年の南部の町の黒人としては大胆な一歩を踏み出す。ワッツは、ビリー・リーとホームズ市長の支援によってデラノ警察署長に任命される。
他のみんなと同様に、ビリー・リーもワッツがよそ者で新参者だと思っていた。ビリーはワッツが子供時代の友達で、自分の父親を撃った男の息子であるジョシュア・コールだとは、銃撃事件の直後に町から逃げ出し、別の名前を名乗っていたことから気が付かなかった。ワッツは、黒人の警察署長就任に憤慨する部下の一部やスキーター・ウィリス保安官の抵抗を受ける。それでもワッツは未解決の連続殺人事件の真相に気づき、ファンダーバーグの罪を暴く。地元ではファンダーバーグの農場の捜索令状を取れなかったワッツとリーは、FBIにこの事件への協力を求める。ワッツ署長に同行したFBI捜査官の一人が、地面から突き出していた、埋められていたバッツの白バイのハンドルにつまづく。
捜査官たちが素手で土を掘り起こし始めると、ファンダーバーグは散弾銃を手に取り、ワッツの腕に傷を負わせる。ファンダーバーグは即座に捜査官たちに射殺される。ファンダーバーグの家の周囲の地面から次々に少年たちの遺体が掘り起こされる中（ジョン・ゲイシーの犠牲者の遺体発見を思い起こさせる）、年老いたホームズは苦労して発展させてきた自分の町が大量殺人で有名になることを嘆き悲しむ。しかしながら、今やワッツは英雄として認められており、ビリ‐・リー（現在はジョージア州知事に立候補し、ダラスからワシントンに戻る途中のケネディ大統領の訪問を待っている）に自分の正体を明かす決断をする。

## 配給
『警察署長』はCMを含めて6時間のミニシリーズとしてCBSで放映された。最初の2時間は1983年11月13日の午後8時に放映された。第2話は11月15日午後9時に、最終話は11月16日午後9時に放映された。

## 評価
ニューヨーク・タイムズ紙のジョン・オコナーは『警察署長』を「野心的だが欠陥のあるプロジェクトながら、全体としては非常にうまく機能している」とし、演出のロンドンは「弱点はあるものの、この壮大なサーガが何を意味するのかを鋭く感じ取っている」と延べている。オコナーはこのミニシリーズの結末が、ホームズがデラノをまともな場所にするために働いたが、今では変態的な連続殺人事件の現場として記憶されることを悟るという原作とは異なり、リーとワッツがお互いを認め合い、友情の晴れやかな瞬間に抱き合って終わっていることを批判している。それにもかかわらず、オコナーはデイビス（ソニー・バッツ）、ソルヴィノ（スキーター・ウィリス）、キャラダイン（フォクシー・ファンダーバーグ）、グローバー（マーシャル・ピータース）の演技が傑出していたと指摘した。
本作はエミー賞の3部門にノミネートされた：
- 美術監督賞 ミニシリーズ/テレビ映画/スペシャル番組部門 – チャールズ・C・ベネット（プロダクション・デザイナー）、ヴィクター・ケンプスター（セット・デザイナー）、第2話
- リミテッド・シリーズ部門 –マーティン・マヌリス（英語版）（エグゼクティブ・プロデューサー）、ジェリー・ロンドン（英語版）（スーパーバイジング・プロデューサー）、ジョン・E・クイル（プロデューサー）
- 助演男優賞 – キース・キャラダイン

本作はエディー賞のテレビミニシリーズ最優秀編集エピソード賞にエリック・アルバートソン、ジョン・J・デュマスおよびアーモンド・レボウィッツがノミネートされた。
その成功により、原作小説『警察署長』のペーパーバック版はニューヨーク・タイムズのベストセラーリストに入った。

## 配役：俳優（日本語吹き替え）
- ヒュー・ホームズ：チャールトン・ヘストン（小林昭二）街の有力者 Ep1-3
- フォクシー・ファンダーバーク：キース・キャラダイン（日下武史）犬のブリーダー Ep1-3
- ウィル・ヘンリー・リー：ウェイン・ロジャース（英語版）（山本圭）初代署長 Ep1
- ビリー・リー：スティーヴン・コリンズ（天田俊明） 初代署長の息子で弁護士 Ep2-3
- ソニー・バッツ：ブラッド・デイヴィス（野沢那智）警察署長 Ep2
- ジョシュア・コールことタイラー・ワッツ：ビリー・ディー・ウィリアムズ（横内正）警察署長 Ep3
- スキーター・ウィリス：ポール・ソルヴィノ（金田龍之介）郡保安官 Ep2-3
- マーシャル・ピータース：ダニー・グローヴァー（樋浦勉）Ep2
- キャリー・リー：テス・ハーパー（Ep1 萩尾みどり、Ep2 吉野由樹子） Ep2-3
- トリッシュ・リー：ヴィクトリア・テナント（田島令子）ビリー・リーの妻 Ep2-3
- エリー・リー：キャスリン・ドローイング（小山茉美）ビリー・リーの妹 Ep2
- ニュート・”タブ”・マーレイ：ジョン・グッドマン（増岡弘） Ep3
- ポープ：スチュアート・ウッズ（英語版） Ep3
- ホス：スペンス：レイン・スミス（池田勝）地主 Ep3
- トミー・アレン：レオン・リッピー（青野武）Ep2

## シリーズ各タイトル・出演者・スタッフ一覧
| 放送回 | 初回放送日     | 初回放送日    | タイトル                  | 主要キャスト | 助演キャスト | 端役                                                                                     |  |
| 放送回 | アメリカ       | 日本          | タイトル                  | 主要キャスト | 助演キャスト | 端役                                                                                     |  |
| ------ | -------------- | ------------- | ------------------------- | --- | --- | ---------------------------------------------------------------------------------------- |  |
| 1      | 1983年11月13日 | 1985年8月19日 | 事件発生編 少年・なぞの死 | チャールトン・ヘストン（小林昭二） ウェイン・ロジャース（山本圭） テス・ハーパー（萩尾みどり） ノーマン・マトロック（石田弦太郎） ノヴェラ・ネルソン（大方斐紗子） ダニー・ネルソン（矢田稔） ポール・ソルヴィノ（金田龍之介） キース・キャラダイン（日下武史）         | ケリー・ガフィー（鈴木一輝） ステイシー・サンダース（藤枝成子） レオ・オブライエン（菊池英博） ラルフ・ペイス（杉田俊也） フランク・ハミルトン（田村錦人） エンニス・アトキンス（大木民夫） ウォレス・ウィルキンソン（阪脩） チャールズ・フランゼン（加藤正之） ヒュー・ジャレット（村松康雄） レオン・リッピー（青野武） レイン・スミス（池田勝） ランダル・ヒット（杉元直樹） カイウラニ・リー（阿部寿美子） スチュアート・カルペッパー（塚田正昭） スティーブン・ロジャース（池田真） |                                                                                          |  |
| 2      | 1983年11月15日 | 1985年8月20日 | 展開編 死のゲーム         | チャールトン・ヘストン（小林昭二） ブラッド・デイヴィス（野沢那智） スティーヴン・コリンズ（天田俊明） ヴィクトリア・テナント（田島令子） キャスリン・ドローイング（小山茉美） ポール・ソルヴィノ（金田龍之介） キース・キャラダイン（日下武史）                        | テス・ハーパー（吉野由樹子） ダニー・グローヴァー（樋浦勉） ゲイル・グレイト（駒塚祐子） カイウラニ・リー（阿部寿美子） エリオット・ストリート（園田裕久） エド・グレーディ（宮川洋一） レオン・リッピー（青野武） レオ・バーメスター（左奈田恒夫） | 編集長（富山敬） 医師（糸博） 店主（上田敏也） 巡査部長（天地麦人） ダンサー（向殿あさみ |  |
| 3      | 1983年11月16日 | 1985年8月21日 | 事件解決編 暴かれたなぞ   | チャールトン・ヘストン（小林昭二） ビリー・ディー・ウィリアムズ（横内正） スティーヴン・コリンズ（天田俊明） ヴィクトリア・テナント（田島令子） マイケル・ダレル（橋爪功） ポーラ・ケリー（此島愛子） ポール・ソルヴィノ（金田龍之介） キース・キャラダイン（日下武史） | ジョン・グッドマン（増岡弘） クリス・エリス（池田秀一） E・パット・ホール（肝付兼太） ウィリアム・デュボイス（鈴置洋孝） ディル・ブラックウェル（北原義郎） ノヴェラ・ネルソン（大方斐紗子） レイン・スミス（池田勝） レオ・バーメスター（飯塚昭三） |                                                                                          |  |